# G.Melanahalli, Tiptur
G.Melanahalli là một làng thuộc tehsil Tiptur, huyện Tumkur, bang Karnataka, Ấn Độ.